# Adolph Lesimple
Gottfried Adolph Joseph Lesimple (getauft 3. Mai 1828 in Köln; gestorben 21. April 1910 ebenda) war ein deutscher Druckerei-Besitzer, Buch- und Zeitungsverleger sowie Verlagsbuchhändler.

## Leben und Wirken

### Köln (1828–1866)
Adolph Lesimple war ein Sohn des Appellationssekretärs Peter Joseph Lesimple (1796–1837). Seine Mutter Maria Clara Jacobina geb. Langen (1796–1841) besaß die Langen’sche Buchdruckerei in der Kölner Comödienstraße 38, gleichzeitig Wohnsitz der Familie. Nach dem frühen Tod der Eltern wurde der Kölner Kaufmann Peter Schweinem Vormund von Adolph und seinen drei Geschwistern.
Ende 1850 heiratete Adolph Lesimple Anna Maria Emma Louise Francisca „Fanny“ Erlenbach aus Koblenz. Aus der kurzen Ehe gingen zwei Töchter hervor.
1853 übernahm Lesimple als Buchdrucker und Gutsbesitzer, nun wohnhaft in Brühl bei Köln, zusammen mit seinem Bruder Carl und Arnold Bechtold, beide gelernte Buchdrucker, die Langen'sche Druckerei unter dem Namen Langen’sche Buchdruckerei von Lesimple und Comp.
Der erstgeborene Bruder August hatte bereits 1852 die Buchhandlung „Schmitz, J. G., Sorth. in Cöln“, auch bekannt als J. G. Schmitz'sche Buchhandlung übernommen.
1854 wurde Adolph Lesimple Präsident der großen Carneval-Gesellschaft in Köln. Im selben Jahr starb seine Ehefrau Fanny.
Die Langen'sche Buchdruckerei hatte oft Theaterzettel, -texte oder Opernlibretti gedruckt. Ab September 1855 erschien schließlich die wöchentliche Zeitschrift Der Zwischen-Act, Blätter für Kunst, Literatur und Theater.
Die erste angekündigte Zeitung von der Langen’schen Buchdruckerei war der Kölner Local-Anzeiger. Die Probenummer des Gratisblattes erschien am 28. März 1858 mit einer Auflage von 10.000 Exemplaren. Im Deutschen Zeitungs-Katalog von 1862 ist der Titel als Local-Anzeiger verzeichnet, als Wochenzeitung aus dem „Verl. A. Lesimple“.
Im Januar 1864 warb die Langen'sche Druckerei (Ad. Lesimple) für ein von der Druckerei selbst erstelltes Post-Handbuch, dabei galt eine Ausgabe für das In- und Ausland und eine weitere Ausgabe, nur Ausland, diese nur für die Rheinprovinz. Ebenfalls 1864 kündigte die Langen'sche Buchdruckerei per Anzeige die kostenlose Zeitung Kölner Tages-Telegraph an. Es ging in der Zeitung demnach um die „täglichen Vergnügen“, darunter alle Theaterzettel für Thalia-Theater, Victoriatheater, Stadttheater, aber auch Börsen- und Marktberichte. Zudem eine Rundschau über Handel und Verkehr.

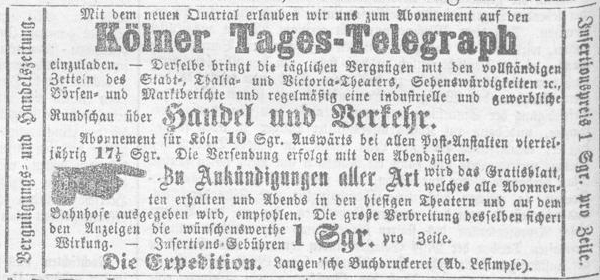
Werbeanzeige von der Langen’schen Buchdruckerei (Ad. Lesimple) für den Kölner Tages-Telegraph in 1864.

Im Mai 1864 wurde bereits eine weitere, jetzt monatliche, Zeitung angekündigt, Illustrirter Courier für die Rheinlande und Westphalen, der auf Eisenbahnhöfen und in den Buchhandlungen zu haben sein sollte. Hier arbeitete Adolph Lesimple mit Aurel Frühbuss zusammen, von „Bollig's Buchhandlung“. Man fand laut Werbetext im Courier Eisenbahnfahrten, Dampfer- und Schiffstermine samt Tarifen, aber der Courier sollte auch Feuilleton sowie Reiseführer sein und Unterhaltungslektüre bieten. Zudem war extra ein Allgemeiner Geschäfts-Anzeiger beigegeben.
Ende 1864 verkündete Ad. Lesimple, dass er den Allgemeinen Deutschen Telegraphen (vorher Stuttgart) übernommen hatte und die Wochenzeitung als Deutscher Telegraph weitergeführt werden sollte.

„Deutscher Telegraph, Correspondenz- und Anzeigeblatt für Capital, Talent und Arbeit, gegründet von Dr. L. GALL und redigirt von Dr. N. HOCKER. Nachdem das unter dem Titel ‚Allgemeiner Deutscher Telegraph‘ in Sonnewald's Buchhandlung erscheinende Journal durch Kauf in den Verlag der Unterzeichneten übergegangen ist, wird dasselbe von Stuttgart nach Köln übersiedeln. Herr Dr. Hocker, ein langjähriger Freund und Mitarbeiter des verstorbenen Dr. Gall, wird bestrebt sein, die Redaction im Geiste des Gründers fortzuführen.“

Im Jahr 1864 entstand auch die Ahn's  Verlags-Handlung  (Alb.  Ahn  &  Adolf  Lesimple), Sitz in Brüssel. Namensgeber Albert Ahn, Franz Conrad Albert Ahn, war ein ursprünglich Aachener. Adolph Lesimple lebte als Betreiber der „Langen'schen Buchdruckerei“ in Köln. Diese Kombination von Ahn und Lesimple hielt nur ein paar Jahre. Es wechselte der Verlagssitz (und auch Albert Ahn selber) nach Köln: „Ahn's Verlagshandl. (Albert Ahn & Adolf Lesimple ) in Cöln (& Deutz), Comödienstr. 38. Seit 20. März 1866. Gegründet 15. August 1864 Brüssel“. Erste Buchprojekte waren zwei Bücher zum Erwerb der holländischen Sprache, Verfasser: Albert Ahn.

### Bonn, Mainz, Köln (1867–1910)
Ab 1867 wurde Adolph Lesimple unternehmerisch außerhalb von Köln aktiv. In Königswinter besaß er eine Druckerei und sollte dort mit dem „Echo des Siebengebirges“ beginnen, einer Zeitung. Es kam in den folgenden Jahren zu Übernahmen von Verlagsbuchhandlungen, bisweilen samt der Druckerei, wobei er immer auch Titelrechte von Publikationen erwarb.
In Bonn kaufte er nach dem Tod von Tobias Habicht die Habicht'sche (Verlags)Buchhandlung im Jahr 1871. Es entstand aber auch eine Adolph-Lesimple's-Filiale in Weilburg, denn da hatte er der Witwe des Verlagsbuchhändlers Lanz das Buchhandlungserbe abgekauft. Durch die Weilburger Erwerbung wurde er auch der Verleger des Amtsblattes für den Oberlahnkreis und der „Rhein- und Lahnzeitung“, in 100 Ortschaften verteilt.
Bonn hingegen blieb über Jahre sein Wohnsitz, nur im Sommer wohnte er in Godesberg. Im offiziellen Verzeichnis der Gemeinde-Wähler Bonn in der Bonner Zeitung (3. Oktober 1887) tauchte er auch auf, mit Adresse in der Riesstraße 21.
Bereits 1873 kam es zum Verkauf des „Sortiments“, d. i. ist die Bonner Habicht'sche Buchhandlung, durch Ad. Lesimple an Emil Tschiersky. Zugleich entschloss Lesimple sich zur Fortführung des Verlages, diesen bezeichnete er als „Habicht's Verlag Adolf Lesimple“. Lesimple annoncierte, hier lag demnach der Grund für den Verkauf der Buchhandlung, dass er wegen Krankheit (wörtlich: „veranlasst durch fortwährende Gesundheitsstörung“) genau diese Bonner Buchhandlung aufgeben müsse, also: die Habicht'sche. Ebenso wird er auch andere Verlagsbuchhandlungen wieder abgegeben.
Den in Köln ansässigen „Ahn'schen Verlag“ betrieb er (Ad. Lesimple, ohne Albert Ahn) weiterhin, mittlerweile allein, während Albert Ahn senior, Franz Conrad Albert Ahn, die Langen'sche (und auch Lesimple'sche) Familien-Druckerei 1868 in Köln übernommen hatte und u. a. 1870–1892 aus diesem Druckhaus heraus die Kölner Nachrichten verlegte und verantwortete.
Der Kölner Verlag, den Adolph Lesimple einst mit Ahn gegründet hatte, firmierte ab November 1874, mit neuem Sitz in Leipzig als „Ahn's Verlag (Adolf Lesimple)“.
Es gab so eine auffällige Verschiebung über Kreuz bei den Männern Lesimple und Ahn. Der gelernte Drucker und dann Druckereibesitzer Adolph war nur noch Verleger, verkaufte aber das mehr als ein Jahrhunderte alte Familienunternehmen an Albert Ahn senior, während dieser ehemalige Buchverleger Ahn seinerseits das Kölner Lesimple'sche Traditionsdruckhaus übernahm und so zusätzlich zum Zeitungsverleger wurde, anfangs sogar auch als Chefredakteur. – Ad. Lesimple wiederum führte den Namen „Ahn“ per Verlag jetzt weiter. Das Namensdoppel Ahn (Verlag, betrieben von Lesimple) versus Ahn (Inhaber der Langen'schen Druckerei) führte zu Missverständnissen. Davon zeugen Hinweise wie „Nicht zu verwechseln mit dem Verlag von Albert Ahn in Köln“ in dem Allgemeinen Adreßbuch für den deutschen Buchhandel.

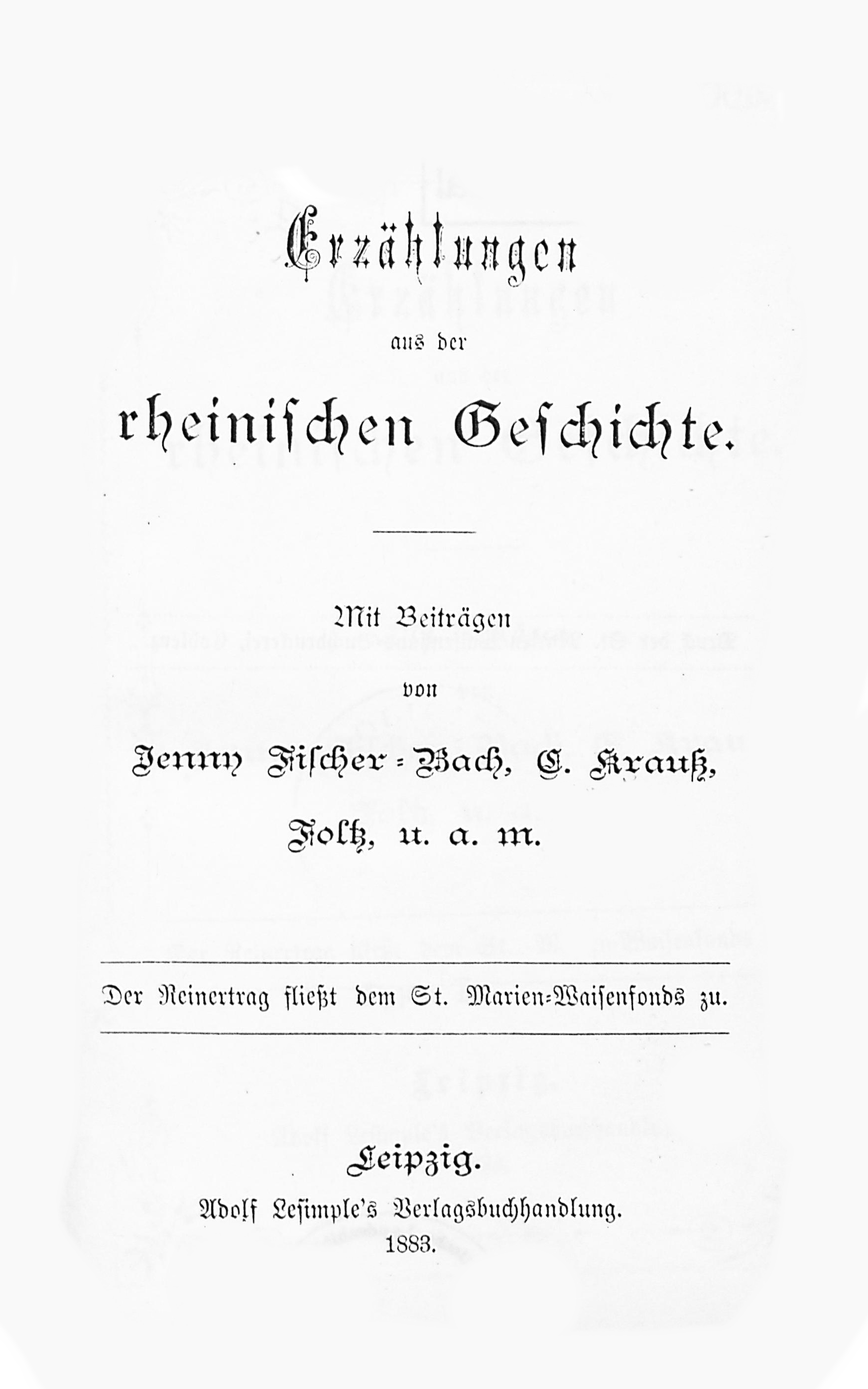
Buch-Innen-Titel für „Erzählungen aus der rheinischen Geschichte“, verlegt von „Adolf Lesimple's Verlagsbuchhandlung“, Leipzig 1883.

1876 gab es bei Ad. Lesimple einen weiteren Ortswechsel nach Mainz: Er übernahm die G. Faber'sche Buchhandlung (Mainz), aber auch noch den Mainzer Verlag Evler. Eine Ableger-Buchhandlung in Boppard gehörte auch zu Lesimples Erwerbungen. Die G. Faber'sche Buchhandlung (Saargemünd) besaß Ad. Lesimple zudem noch und diese wurde in Lesimple's Buchhandlung (Saargemünd) umbenannt.
Immer wieder tauchte „Leipzig“ als zusätzlicher Verlagsort auf, wo er einen Kommissionär hatte, der Name war über Jahre hinweg Kittler. „Leipzig“ wurde als Verlagsort (zusätzlich zu Mainz) in den Innen-Titeln der Bücher gedruckt. 1890, als Beispiel, lautete die offizielle Leipziger Adresse: „Lesimple's, Adolf, Verlag. Königsstr. 9. Verlagsbuchhandlung. Adph. Lesimple in Mainz.“ Hausbesitzer und Kommerzienrath Franz Reinhard Wagner war Verleger, Buchhändler und, hier bedeutsam, ebenfalls ein Leipziger Kommissionär für auswärtige Verlage, allein im Haus Königstraße Nr. 9 befanden sich neben Lesimples Verlag noch die Verlagsbuchhandlung Simon, die Verlagsbuchhandlung Guttentag, die Verlagsbuchhandlung Mertens sowie die Verlagsbuchhandlung Lipsius und Tischer.
1875 waren unter Adolf Lesimple's Verlag (Leipzig und Mainz) vier Unternehmungen vereint: Faber'sche Buchh. in Mainz, F. H. Evler's Verlag in Mainz, Habicht's Verlag in Bonn und Ahn's Verlag in Leipzig.
In Mainz besaß Adolph eine Buchhandlung am Gutenbergsplatz 1 und eine weitere in der Rheinstrasse 73.
Lesimples Zeit als Verleger im Gerichtsbezirk Niederlahnstein war 1888 vorbei. Man las: „'St. Marien-Waisenhaus Buchdruckerei C Buchhandel' ist lt. Verfügung vom 26. d. Mts. heute gelöscht. Niederlahnstein, 28. April 1888. Königliches Amtsgericht.“ Die Firma: „L. E. Lanz Nachfolger“ in Weilburg, Firmeninhaber Adolph Lesimple, wurde ebenfalls 1888 aufgelöst.

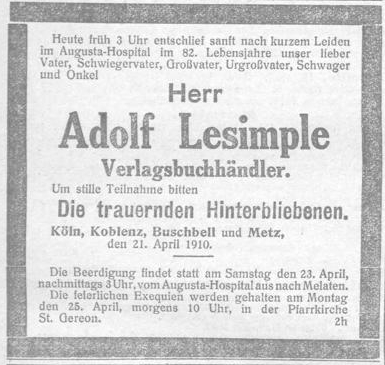
Todesanzeige vom 22. April 1910, Kölnische Zeitung, zu Adolf Lesimple, Druckereibesitzer, Verleger, am Ende aber „Verlagsbuchhändler“, gestorben in Köln am 21. April 1910.

Um 1895 kehrte Lesimple nach Köln zurück und wohnte zuletzt in der Steinfeldergasse, neben dem Haus seines Bruders August. Adolph Lesimple starb 1910 wenige Tage vor seinem 82. Geburtstag. Seine „Marien Stiftung Adolf Lesimple“ war bereits 1903 aufgelöst worden.

## Zeitungen von Adolph Lesimple
Adolph Lesimple gründete mindestens zwei Zeitungen, die über eine nachweislich längere Dauer Bestand hatten, und weitere wie  den Kölner Local-Anzeiger, Zwischenact, Illustrirter Courier, Deutscher Telegraph.
1) Die eine Zeitung ist der „Kölner Tages-Telegraph“, die Lesimple z. B. im Jahr 1864 bewirbt. Durch Nennung in unterschiedlichen Quellen weiß man, dass dieser Zeitungstitel 1866, 1867, 1868, 1869 (zuletzt am 19. November 1869, in „Echo der Gegenwart“ genannt) fortlaufend bestanden hat. Später, 1870, wird die Zeitung verlegt von Albert Ahn. Man findet den Namen Tages-Telegraph immer noch, aber nun verändert als „Kölner Nachrichten (Untertitel: Tages-Telegraph)“. Die archiv-erfassten, geretteten Kölner Nachrichten mit dem expliziten Untertitel Tages-Telegraph, diese Nachrichten existieren allerdings erst ab 1. April 1870, sie kommen weiterhin aus der bekannten (früher im Lesimple-Besitz) Langen'schen Buchdruckerei. Verantwortlich ist der Druckereibesitzer und Verleger und zudem Chefredakteur dieser Kölner Zeitung Albert Ahn senior, Franz Conrad Albert Ahn. Bereits 1871 aber ist der Untertitel „Tages-Telegraph“ verschwunden, nun sind es nur noch die „Kölner Nachrichten“. Am 12. Juni 1875 heißt es urplötzlich in einer extra hinzugefügten Zeile im Zeitungskopf: „XVI. Jahrgang“ – 16. Jahrgang, da wird eine Tradition beschworen. Diese Zeitung müsste demnach 1859 bereits mit dem Erscheinen begonnen haben.
Ungewöhnlich bleibt: Albert Ahn senior übernahm die Langen'sche Druckerei von Lesimple, damit auch diese Zeitung. Adolph Lesimple seinerseits behielt aber (nun allein) den Kölner „Ahn'schen Verlag“, stieg damit aus dem elterlichen Kölner Traditions-Druckhaus aus und wandte sich einer Druckerei in Königswinter und auch der Bonner Habicht'schen Buchhandlung zu.
2) Die zweite von Adolph Lesimple gegründete und längerfristig existierende Zeitung, 1867, ergab sich aus dem Kauf oder aus einer Eigengründung in Königswinter, es war eine Druckerei. Adolph Lesimple, gelernter Buchdrucker, wird bereits 1867 zum Gründer vom Echo des Siebengebirges in Königswinter. Dass es Lesimple selber war, der „Echo“-Gründer, das wissen wir aus seinem eigenen Hinweis in der Rückschau aus dem Jahr 1902:

„Wir möchten bei dieser Gelegenheit noch berichtigen, daß das 'Echo' nicht von der Firma Albert Ahn, Verlagshandlung, gegründet wurde, sondern von Adolf Lesimple, welcher gleichzeitig damit eine Buchdruckerei verband; von den damaligen Schriften und Verzierungen erscheinen jetzt noch etliche ab und zu im ‚Echo‘; eine Seltenheit in der Buchdruckerei. A. L.“

Vom Echo des Siebengebirges kennt man die letzte erhaltene Ausgabe für den 31. Mai 1940, die Zeitung stellte explizit ihr Erscheinen ein, laut Verlagsnotiz hat man wegen der Kriegswirtschaft an den „Verlag des Westdeutschen Beobachters“ verkauft. Es ist demnach genau dieser von Adolf Lesimple begonnene Zeitungstitel über sieben Jahrzehnte lang erschienen.

## Verlags-Werke, unterschiedliche Verlagsnamen (Auswahl)
- Maurerische Lieder, herausgegeben von Knipfer, Heinrich und Lesimple, Adolf, Cöln, 1860, Lesimple, 59 Seiten. (Adolph Lesimple war Mitglied einer Freimaurerloge in Cöln, mit dem Namen „Vereinigte Loge“ Minerva zur vaterländischen Vereinigung und Rhenana zur Humanität", laut Handbuch des Biegon von Czudnochowski, Neuwied, Heuser, 1862 zumindest. Da taucht Lesimple als Subscribent auf.)
- Bad Tönnisstein und Heilbrunnen bei Brohl a. Rhein. Cöln, o. J., Druck von Ad. Lesimple in Cöln, ca. 1862, 16 Seiten.
- Handels-Adressbuch für Cöln, Deutz und Umgegend: Verzeichnis der Firmen, Handelsgesellschaften und Procuren etc Cöln, 1862, Ad. Lesimple, 159 Seiten und XII Seiten.
- Post-Handbuch für die Rheinprovinz: enthält Porto-Taxe für das Ausland, allgemeine Bestimmungen für Fahrpostgegenstände nach dem In- und Auslande, sowie Uebersicht der überseeischen Verbindungen; Depeschen-Gebühren und Tabellen zur Berechnung des fremden Porto's, herausgegeben von Ad. Lesimple, Cöln, 1864, Langen'sche Buchdruckerei, 104 Seiten.
- Károly Mária Kertbeny: Erinnerungen an Charles Sealsfield, Brüssel & Leipzig, Ahns' Verlagshandlung, Alb. Ahn & Adolph Lesimple, 1864. – Langen'sche Buchdruckerei (Ad. Lesimple) Cöln.
- Die Allocution Pius IX. und der Freimaurer-Orden, offenes Sendschreiben an alle, besonders die katholischen Freimaurer, Brüssel / Leipzig 1865, Ahn's Verlagshandlung (Alb. Ahn & Ad. Lesimple), 16 Seiten.
- Dr. Nikolaus Hocker: Geschichte des Deutschen Krieges im Jahre 1866 und des Krieges in Italien, Köln, Hefte als Einzellieferungen, 1866 u. 1867, das XII. Heft ist letztes Heft, Ahn's Verlag (A. Ahn & Ad. Lesimple).
- Dr. Nikolaus Hocker: Volksthümliche Geschichte Preußens von 1840–1866, Cöln, 1867, Ahn's Verlagshandlung (Alb. Ahn & Ad. Lesimple), 392 Seiten.
- Habichts Reisebücher 1871. Das Siebengebirge und Umgegend., elegant ausgestattet und illustriert, Bonn, 1871, Habicht's Buchhandlung (Adolf Lesimple), 80 Seiten.
- Ruprecht Arnold Vogel: Auch der Gustav-Adolf-Verein ein Mitarbeiter an Deutschlands nationaler Einheit und Größe. Predigt beim Jahresfest des Zweig-Vereins der Gustav-Adolf-Stiftung im Dekanate Kronberg am 1. Jahrestage der Schlacht bei Wörth und Spicheren, 6. Aug. 1871, in der Simultankirche zu Nied gehalten. Weilburg, 1871, Verlag Adolf Lesimple, 16 Seiten.
- Joseph Kehrein: Volkssprache und Volkssitte in Nassau. Ein Beitrag zu deren Kenntniß, Bonn, Verlag von Habicht's Buchhandlung (Ad. Lesimple), 1872. Im Dezember 1871 schreibt Lesimple dazu, und wir erkennen darin auch Elemente seines verlegerischen Vorgehens hinsichtlich seiner Übernahmen von existenten Verlagsbuchhandlungen: „Das Kehrein'sche Buch über 'Volkssitte und Volkssprache in Nassau' ist bereits vor mehreren Jahren von dem früheren Verleger in einzelnen Lieferungen herausgegeben worden. Die Versendung beschränkte sich indessen nur auf den Regierungsbezirk Wiesbaden […] Nachdem das Geschäft nach dem Tode des früheren Verlegers auf mich übergegangen ist, erkannte ich es als meine Pflicht, von den mir zugefallenen Verlags-Artikeln ein so wichtiges Werk, wie das vorliegende, dem Publikum nicht länger vorzuenthalten.“ Er zeichnet dieses Dezember-1871-Vorwort als „Adolf Lesimple, in Firma: Habicht'sche Buchhandlung“. (Vorherige Ausgabe war „Weilburg: Druck u. Verlag von L. E. Lanz“, so z. B. 1860 ff. bei diesem Buch, also den Einzellieferungen mit fortschreitenden Jahreszahlen im Titelblatt.) Lesimple druckte und verlegte das Buch 1891 sogar erneut, dann als Lesimple, Leipzig. Es hat immerhin knapp 550 zu druckende Seiten, vielleicht hat es sich gut verkauft. Diese 1891-er-Version findet sich als Digitalisat.
- Wiederholungen aus der deutschen Literaturgeschichte in Katechetischer Form für die Oberklassen höherer Unterrichtsanstalten von einem Schulmanne, ohne Autorenangabe, VIII und 192 Seiten, Bonn / Leipzig (Lesimple), 1875.
- Friedrich Eduard Beneke: Dr. F. E. Beneke's Neue Seelenlehre, für alle Freunde der Naturwahrheit in anschaulicher Weise dargestellt, von G. Raue. Mehrfach umgearb., verb. und verm. von Johann Gottlieb Dressler, 5. Auflage. Leipzig / Mainz (Lesimple), 1876, VIII und 263 Seiten.
- Joseph Kuhl, drei Publikationen erschienen bei Lesimple, eine von 1876 Die Anfänge des Menschengeschlechts und sein einheitlicher Ursprung. I. Theil: Arier, Aramäer und Kuschiten, Leipzig / Mainz (Lesimple), 1876. Dann der II. Theil: Die Farbigen, Mainz / Leipzig (Lesimple), 1876. Danach Darwin und die Sprachwissenschaft. Mainz / Leipzig (Lesimple), 1877.
- R. T. Trall: Eine neue Bevölkerungs-Theorie hergeleitet aus dem allgemeinen Gesetz thierischer Fruchtbarkeit Verlag von Ad. Lesimple in Leipzig und Mainz, Mainz 1877.
- Hauptm. a. D. Wurzer: Katechismus für den deutschen Militärpflichtigen, oder was hat jeder Deutsche beim Eintritt in das militärpflichtige Alter zu beobachten? Nach amtlichen Quellen bearbeitet, 48 Seiten, Mainz, Lesimple.
- Prof. Dr. Jos. Stigell: Englische Stilübungen für höh. Bildungsanstalten., 2. verb. Auflage. Leipzig, 1879, Lesimple, VI und 151 Seiten.
- Lesimple’s Erzählungen aus der rheinischen Geschichte, 184 Seiten, Leipzig, 1883, Adolf Lesimple’s Verlag. Jenny Bach (Echtname: Jenny Fischer) taucht überraschenderweise in zwei Namensvarianten in diesem Buch auf: 1) Jenny Bach, „Die Klippe der Lahn“, Innenteil. 2) Jenny (Fischer-)Bach, „Der letzte Meisterschuß“, Innenteil. 3) „Lore-Ley“. 4) Jenny Fischer-Bach (ohne Klammer) auf dem Innen-Titel-Blatt. Diese Doppel-Namen-Variante kombiniert demnach Echtnamen und Pseudonym der Autorin. – Der Band enthält insgesamt fünf Geschichten/Novellen, darunter auch von C. Krauß (so geschrieben auf dem Innen-Titel des Buches) bzw. Konrad Kraus (so geschrieben zum Textbeginn seiner Geschichte „Die Brüder“ im Innenteil, laut Hessischer Biografie auch bekannt als Conrad Thaddäus Kraus) oder F. Foltz (das ist Friedrich Foltz), der neben „Ritter Schätzel von Lorch“ auch Illustrationen beisteuerte.
- Lesimple’s Erinnerungen an den Rhein in Sagen und Geschichte, Adolf Lesimple's Verlag, Leipzig 1883, 136 Seiten. – Und 2. vermehrte Auflage, Adolf Lesimple's Verlag, Leipzig 1887. Mit Illustrationen von G. Hohe, Schlickum und F. Foltz. 2. verm. Auflage. Leipzig 1887. VI und 188 Seiten. Darin auch Illustrationen von Hohe, Schlickum u. Foltz. – Und noch eine Ausgabe der St.-Marien-Stiftung von 1890, die Lesimple auch einmal kurzzeitig aufgekauft hatte, gab es wohl auch noch. – F. Foltz ist vermutlich Friedrich (von?) Foltz (1811–1870 oder 1879), geboren in Bingen. Zeichner und Stahlstecher. Schlickum ist Carl Schlickum (1808–1869). Illustrator, Zeichner, Maler. Hohe ist vermutlich Christian Hohe (1798–1868). Zeichner, Maler und Lithograf.
- Lesimple’s Legends of the Rhine with Historical Notes. Translated from the German by Miss B. Wight. Leipzig, 1883.
- Adressbuch nebst Geschichte und Fremdenführer für die Bürgermeistereien Godesberg, Villip und das Siebengebirge incl. des Luftkurortes Honnef, Adolf Lesimple's Verlag, Leipzig, 1886, Godesberg, Expedition der „Gosedesberger Zeitung“, offenbar also ein Gemeinschaftsprojekt zweier Beteiligter. 28 und III Seiten, darunter viele Werbeseiten.
- Lesimple: Le Rhin. Guide, histoires et légendes., Adolf Lesimple's Verlag, Leipzig 1887. VI und 76 Seiten.
- Lesimple: Le Rhin. Son histoire and ses légendes., traduit de l’allemande par E. Stache, Adolf Lesimple's Verlag, Leipzig 1887. VIII und 146 Seiten.
- Lesimple’s Reisebücher. Das Ahrthal nebst Ausflug zum Laacher See. Führer, Geschichte und Sage. Adolf Lesimple's Verlags-Buchhandlung, Leipzig, 1888. 44 Seiten. Sieben schwarz-weiße Abbildungen sind auch dabei. Und zwar Bilder von Carl Schlickum. Winkler & Lehmann machten die Druckvorlage. Oder H. Emden erschuf den (Stahl-)Stich. Oder eine Zeichnung von C. Hohe, der offenbar selber die Druckvorlage machte. Oder ein Bild gänzlich ohne Urheber-Angabe. Oder noch ein Bild von Carl Schlickum, gestochen von H. Emden.
- Lesimple: Rhein-Sagen in Poesie und Prosa nebst geschichtlichen Notizen., August Lesimple's Verlag, Leipzig 1890, 136 Seiten. Mit Stahlstichen von Foltz. – F. Foltz ist vermutlich: Friedrich (von?) Foltz (1811–1870 oder 1879), geboren in Bingen. Zeichner und Stahlstecher.